# Jacques Denoyelle
Pour les articles homonymes, voir Denoyelle.
Jacques Denoyelle est un écrivain français spécialisé dans les livres-jeux, ayant publié dans la collection Histoires à jouer.